# Neuseeländische Cricket-Nationalmannschaft in England in der Saison 2013
Die Tour der neuseeländischen Cricket-Nationalmannschaft nach England in der Saison 2013 fand vom 4. Mai bis zum 27. Juni 2013 statt. Die internationale Cricket-Tour war Bestandteil der Internationalen Cricket-Saison 2013 und umfasste zwei Test Matches, drei ODIs und zwei Twenty20s. England gewann die Testserie 2-0, während Neuseeland die ODI-Serie 2-1 und die Twenty20-Serie 1-0 gewann. Die ausgetragenen Tests der Touren waren Spiele im Rahmen der ICC Test Championship, die ODIs Bestandteil der ICC ODI Championship und die Twenty20s Teil der ICC T20I Championship.

## Vorgeschichte

### Ansetzung
Die Tour war dadurch geprägt, dass externe Turniere auf sie einen erhöhten Einfluss hatten. Zunächst war vor allem die Indian Premier League 2013 zu Beginn der Tour zu beachten, da einige neuseeländische Spieler dort deutlich mehr verdienen konnten als beim Spielen für den neuseeländischen Verband. Jedoch entschied sich der neuseeländische Kapitän Brendon McCullum frühzeitig nach England zu reisen. Zwischen der ODI-Serie, die von beiden Teams als Vorbereitung genutzt wurde, und der Twenty20-Serie fand die ICC Champions Trophy 2013 statt. Bei diesem Turnier schied Neuseeland bereits in der Vorrunde aus, während England ins Finale einzog und dort gegen Indien unterlag. Bereits im Februar und März des Jahres hatte England eine vollständige Tour in Neuseeland absolviert, wobei England die Limited Overs Serien gewann und in der Testserie nur Remis erspielt wurden. Im Anschluss an diese Tour bestritt England die Ashes Tour 2013 gegen Australien.

## Stadien
Die folgenden Stadien wurden für die Tour als Austragungsort vorgesehen und am 1. Juni 2012 festgelegt.
| Stadion               | Stadt       | Kapazität | Spiele          |
| --------------------- | ----------- | --------- | --------------- |
| Trent Bridge          | Nottingham  | 15.350    | 3. ODI          |
| Headingley Stadium    | Leeds       | 17.000    | 2. Test         |
| The Oval              | London      | 23.500    | 1. & 2. T20     |
| Lord’s Cricket Ground | London      | 30.000    | 1. Test; 1. ODI |
| Rose Bowl             | Southampton | 6.500     | 2. ODI          |

## Kaderlisten
Neuseeland gab seine Kader am 5. April 2013 bekannt.
| Test | Test | ODI | ODI | Twenty20 | Twenty20 |
| England | Neuseeland | England | Neuseeland | England | Neuseeland |
| --- | --- | --- | --- | --- | --- |
| - Alastair Cook (K) - James Anderson - Jonny Bairstow (wk) - Ian Bell - Tim Bresnan - Stuart Broad - Nick Compton - Steven Finn - Matt Prior (wk) - Joe Root - Graeme Swann - Jonathan Trott | - Brendon McCullum (K & wk) - Trent Boult - Doug Bracewell - Dean Brownlie - Peter Fulton - Mark Gillespie - Martin Guptill - Tom Latham (wk) - Bruce Martin - Hamish Rutherford - Tim Southee - Ross Taylor - Neil Wagner - BJ Watling (wk) - Kane Williamson | - Alastair Cook (K) - James Anderson - Jonny Bairstow (wk) - Ian Bell - Ravi Bopara - Tim Bresnan - Stuart Broad - Jos Buttler (wk) - Jade Dernbach - Steven Finn - Eoin Morgan - Boyd Rankin - Joe Root - Graeme Swann - James Tredwell - Jonathan Trott - Chris Woakes | - Brendon McCullum (K & wk) - Trent Boult - Doug Bracewell - Grant Elliott - Andrew Ellis - James Franklin - Martin Guptill - Mitchell McClenaghan - Nathan McCullum - Kyle Mills - Colin Munro - Luke Ronchi (wk) - Tim Southee - Ross Taylor - Daniel Vettori - Kane Williamson | - Eoin Morgan (K) - Gary Ballance - Ravi Bopara - Danny Briggs - Jos Buttler (wk) - Jade Dernbach - Alex Hales - Michael Lumb - Kevin Pietersen - Boyd Rankin - Ben Stokes - James Tredwell - Chris Woakes - Luke Wright | - Brendon McCullum (K) - Corey Anderson - Doug Bracewell - Ian Butler - James Franklin - Martin Guptill - Ronnie Hira - Tom Latham (wk) - Mitchell McClenaghan - Nathan McCullum - Kyle Mills - Colin Munro - Hamish Rutherford - Ross Taylor |

## Tour Matches

### First Class
| 4. – 6. Mai Scorecard | Derby | New Zealanders 289-5d (76) & 199-5d (48) | – | Derbyshire 154 (52) & 227 (67.4) |
|                       |       | New Zealanders gewinnen mit 107 Runs     |   |                                  |

| 9. – 12. Mai Scorecard | Leicester | New Zealanders 285 (74.5) | – | England Lions 444-7 (114) |
|                        |           | Remis                     |   |                           |

### Twenty 20
| 22. Juni Scorecard | Canterbury | New Zealanders 185-7 (20)           | – | Kent 143-7 (20) |
|                    |            | New Zealanders gewinnen mit 42 Runs |   |                 |

## Tests

### Erster Test in London
| 16. – 20. Mai Scorecard | London (Lord’s) | England 232 (112.2) & 213 (68.3) | – | Neuseeland 207 (69) & 68 (22.3) |
|                         |                 | England gewinnt mit 170 Runs     |   |                                 |

### Zweiter Test in Leeds
| 24. – 28. Mai Scorecard | Leeds | England 354 (99) & 287-5d (76) | – | Neuseeland 174 (43.4) & 220 (76.3) |
|                         |       | England gewinnt mit 247 Runs   |   |                                    |

Trotz der Möglichkeit ein Follow-On durchzusetzen, verzichtete der englische Kapitän Alastair Cook darauf.

## One-Day Internationals

### Erstes ODI in London
| 31. Mai Scorecard | London (Lord’s) | England 227-9 (50)               | – | Neuseeland 231-5 (46.5) |
|                   |                 | Neuseeland gewinnt mit 5 Wickets |   |                         |

### Zweites ODI in Southampton
| 2. Juni Scorecard | Southampton | Neuseeland 359-3 (50)          | – | England 273 (44.1) |
|                   |             | Neuseeland gewinnt mit 86 Runs |   |                    |

### Drittes ODI in Nottingham
| 5. Juni Scorecard | Nottingham | England 287-6 (50)          | – | Neuseeland 253 (46.3) |
|                   |            | England gewinnt mit 34 Runs |   |                       |

## Twenty20 Internationals

### Erstes Twenty20 in London
| 25. Juni Scorecard | London (Oval) | Neuseeland 201-4 (20)         | – | England 196-5 (20) |
|                    |               | Neuseeland gewinnt mit 5 Runs |   |                    |

### Zweites Twenty20 in London
| 27. Juni Scorecard | London (Oval) | England 2-1 (0.2) | – | Neuseeland |
|                    |               | No Result         |   |            |

Das Spiel musste aufgrund von Regen nach zwei Bällen abgebrochen werden.

## Statistiken
Die folgenden Cricketstatistiken wurden bei dieser Tour erzielt.
| Tests          | Tests      | Tests   | Tests   | Tests   | Tests   | Tests   | Tests   | Tests   |
| Batting        | Batting    | Batting | Batting | Batting | Batting | Batting | Batting | Batting |
| Spieler        | Mannschaft | Spiele  | Innings | Runs    | Average | HS      | 100s    | 50s     |
| -------------- | ---------- | ------- | ------- | ------- | ------- | ------- | ------- | ------- |
| Joe Root       | England    | 2       | 4       | 243     | 60,75   | 104     | 1       | 1       |
| Alastair Cook  | England    | 2       | 4       | 217     | 54,25   | 130     | 1       | 0       |
| Jonathan Trott | England    | 2       | 4       | 199     | 49,75   | 76      | 0       | 2       |
| Ross Taylor    | Neuseeland | 2       | 4       | 142     | 35,50   | 70      | 0       | 2       |
| Jonny Bairstow | England    | 2       | 4       | 136     | 45,33   | 64      | 0       | 1       |
| Bowling        |            |         |         |         |         |         |         |         |
| Spieler        | Mannschaft | Spiele  | Overs   | Wickets | Average | BBI     | 5W      | 10W     |
| Stuart Broad   | England    | 2       | 58      | 12      | 15,91   | 7/44    | 1       | 0       |
| Tim Southee    | Neuseeland | 2       | 88.2    | 12      | 19,58   | 6/50    | 1       | 1       |
| Graeme Swann   | England    | 2       | 49      | 10      | 15,10   | 6/90    | 1       | 1       |
| James Anderson | England    | 2       | 54.4    | 9       | 14,66   | 5/47    | 1       | 0       |
| Steven Finn    | England    | 2       | 46      | 8       | 20,12   | 4/63    | 0       | 0       |
| Trent Boult    | Neuseeland | 2       | 66      | 8       | 20,37   | 5/57    | 1       | 0       |

| ODIs                 | ODIs       | ODIs    | ODIs    | ODIs    | ODIs    | ODIs    | ODIs    | ODIs    |
| Batting              | Batting    | Batting | Batting | Batting | Batting | Batting | Batting | Batting |
| Spieler              | Mannschaft | Spiele  | Innings | Runs    | Average | HS      | 100s    | 50s     |
| -------------------- | ---------- | ------- | ------- | ------- | ------- | ------- | ------- | ------- |
| Martin Guptill       | Neuseeland | 3       | 3       | 330     | 330,00  | 189*    | 2       | 0       |
| Ross Taylor          | Neuseeland | 3       | 3       | 185     | 61,66   | 71      | 0       | 3       |
| Jonathan Trott       | England    | 3       | 3       | 183     | 91,50   | 109*    | 1       | 0       |
| Ian Bell             | England    | 3       | 3       | 125     | 41,66   | 82      | 0       | 1       |
| Joe Root             | England    | 3       | 3       | 91      | 30,33   | 33      | 0       | 0       |
| Bowling              |            |         |         |         |         |         |         |         |
| Spieler              | Mannschaft | Spiele  | Overs   | Wickets | Average | BBI     | 5W      | 10W     |
| Mitchell McClenaghan | Neuseeland | 3       | 28.1    | 8       | 17,25   | 3/35    | 0       | 0       |
| James Anderson       | England    | 2       | 19      | 5       | 19,20   | 3/31    | 0       | 0       |
| Kane Williamson      | Neuseeland | 3       | 19      | 4       | 26,25   | 2/25    | 0       | 0       |
| James Tredwell       | England    | 1       | 9       | 3       | 17,00   | 3/51    | 0       | 0       |
| Tim Southee          | Neuseeland | 2       | 19      | 3       | 34,00   | 3/37    | 0       | 0       |
| Nathan McCullum      | Neuseeland | 3       | 26      | 3       | 38,66   | 2/34    | 0       | 0       |

| Twenty20s            | Twenty20s  | Twenty20s | Twenty20s | Twenty20s | Twenty20s | Twenty20s | Twenty20s | Twenty20s |
| Batting              | Batting    | Batting   | Batting   | Batting   | Batting   | Batting   | Batting   | Batting   |
| Spieler              | Mannschaft | Spiele    | Innings   | Runs      | Average   | HS        | 100s      | 50s       |
| -------------------- | ---------- | --------- | --------- | --------- | --------- | --------- | --------- | --------- |
| Brendon McCullum     | Neuseeland | 2         | 1         | 68        | 68,00     | 68        | 0         | 1         |
| Hamish Rutherford    | Neuseeland | 2         | 1         | 62        | 62,00     | 62        | 0         | 1         |
| Luke Wright          | England    | 2         | 2         | 52        | 52,00     | 52        | 0         | 1         |
| Alex Hales           | England    | 2         | 2         | 39        | 39,00     | 39        | 0         | 0         |
| Ross Taylor          | Neuseeland | 2         | 1         | 32        |           | 32*       | 0         | 0         |
| Bowling              |            |           |           |           |           |           |           |           |
| Spieler              | Mannschaft | Spiele    | Overs     | Wickets   | Average   | BBI       | 5W        | 10W       |
| Luke Wright          | England    | 2         | 4         | 2         | 15,50     | 2/31      | 0         | 0         |
| Mitchell McClenaghan | Neuseeland | 2         | 4.2       | 2         | 19,50     | 1/2       | 0         | 0         |
| Boyd Rankin          | England    | 2         | 4         | 1         | 24,00     | 1/24      | 0         | 0         |
| Jade Dernbach        | England    | 2         | 4         | 1         | 31,00     | 1/31      | 0         | 0         |
| Ronnie Hira          | Neuseeland | 2         | 4         | 1         | 34,00     | 1/34      | 0         | 0         |
| Ian Butler           | Neuseeland | 2         | 4         | 1         | 35,00     | 1/35      | 0         | 0         |
| Nathan McCullum      | Neuseeland | 2         | 3         | 1         | 37,00     | 1/37      | 0         | 0         |

## Player of the Series
Als Player of the Series wurden die folgenden Spieler ausgezeichnet.
| Serie | Player of the Series |
| ----- | -------------------- |
| Test  | Joe Root Tim Southee |
| ODI   | Martin Guptill       |

### Player of the Match
Als Player of the Match wurden die folgenden Spieler ausgezeichnet.
| Spiel   | Player of the Match |
| ------- | ------------------- |
| 1. Test | Stuart Broad        |
| 2. Test | Graeme Swann        |
| 1. ODI  | Martin Guptill      |
| 2. ODI  | Martin Guptill      |
| 3. ODI  | Jos Buttler         |
| 1. T20  | Hamish Rutherford   |